# Пицикас, Иоаннис
Иоаннис Пицикас (греч. Ιωάννης Πιτσίκας; 1881 — 6 июля 1975) — генерал-лейтенант греческой армии, участник Малоазийского похода греческой армии (1919—1922) и Второй мировой войны, мэр Афин (1946—1950), дважды был министром в служебных правительствах в 1952 и 1961 годах.

## Молодость
Иоаннис Пицикас родился в 1881 году в селе Йифтохори (ныне Като-Калитея) в номе Фтиотида в Центральной Греции.
Окончил Военное училище эвэлпидов.
Принял участие в Балканских войнах (1912—1913).
В период Национального раскола (1915—1917), будучи монархистом, был противником Э. Венизелоса в вопросе вступления Греции в мировую войну на стороне Антанты. Как следствие, нет достоверной информации о его участии в Первой мировой войне. Скорее всего он, как и многие другие офицеры монархисты, был демобилизован в 1917 году.
Есть только информация о его учёбе в школе штабистов в 1920 году.

## Малоазийский поход
В 1919 году, по мандату Антанты, Греция заняла западное побережье Малой Азии. Севрский мирный договор 1920 года закрепил регион за Грецией, с перспективой решения его судьбы через 5 лет, на референдуме населения:16.
Завязавшиеся здесь бои с кемалистами приобрели характер войны, которую греческая армия была вынуждена вести уже в одиночку. Из союзников, Италия, с самого начала поддерживала кемалистов, Франция, решая свои задачи, стала также оказывать им поддержку. Греческая армия прочно удерживала свои позиции. Геополитическая ситуация изменилась коренным образом и стала роковой для греческого населения Малой Азии после парламентских выборов в Греции, в ноябре 1920 года. Под лозунгом «мы вернём наших парней домой», на выборах победила монархистская «Народная партия». Возвращение в Грецию германофила Константина освободило союзников от обязательств по отношению к Греции. Не находя дипломатического решения в вопросе с греческим населением Ионии, в совсем иной геополитической обстановке правительство монархистов продолжило войну. Напрягая свои ограниченные людские ресурсы, Греция мобилизовала ещё 3 призыва в армию. Сразу после победы монархистов в ноябре 1920 года, Пицикас был отозван в действующую армию и прибыл в Малую Азию.
Греческая армия предприняла победное «Весеннее наступление» 1921 года, в ходе которого 34-й полк, в котором служил Пицикас, и отряд Диалетиса отличились в бою при Тумлу Бунар.
«Большое летнее наступление» 1921 года, кульминацией которого стало самое большое сражение войны при Эскишехире, закончилось ещё более внушительной победой, но окончательный разгром турок, как предпосылка для завершения войны, не состоялся:58. Турецкая армия отступила на 300 км к востоку, к Анкаре. Не находя дипломатического решения для завершения войны, правительство монархистов приняло решение продолжить наступление, с тем чтобы занять Анкару.
В этом сражении 34-й полк Пицикаса отличился в победном бою 18/31 августа за взятие высоты Чал-даг. В греческой и турецкой историографии отмечается, что оставшаяся не только без снарядов, но и без патронов, греческая армия была близка к победе и в их работах часто присутствует слова «если бы». Биограф Кемаля, Месин, пишет: «Если бы греческая атака продержалась ещё несколько минут (!) Кемаль приказал бы отход, чтобы избежать катастрофы»:109.
Согласно современному английскому историку Д. Дакину победа была близка:357, но исчерпав все свои материальные ресурсы и не располагая материальными и людскими резервами, греческая армия в порядке отошла назад за Сакарью. Историк Димитрис Фотиадис пишет: «тактически мы победили, стратегически мы проиграли»:115. Правительство Гунариса удвоило подконтрольную ему территорию в Азии, но возможностями для дальнейшего наступления не располагало. Не решив вопрос с греческим населением региона, правительство не решалось эвакуировать армию из Малой Азии. Фронт застыл на год.
Одновременно, правительство монархистов, из политических соображений, не решалось собрать войска вокруг Смирны, сохраняя протяжённую линию фронта, оборону которой армия была не в состоянии обеспечить. Фронт был прорван через год. «Все военные и политические аналитики считают, что причиной прорыва была недостаточность сил для фронта протяжённостью в 800 км». Даже там где плотность была большей, между дивизиями существовали незащищённые участки в 15-30 км:159.
На последнем этапе Малоазийского похода, при прорыве фронта и отступлении армии в августе 1922 года, командуя 34-м пехотным полком, полковник И. Пицикас отличился в бою восточнее города Ушак.

## Межвоенный период
Правление монархистов привело к поражению армии и Малоазийской катастрофе. Восстание армии в сентябре 1922 года:386 привело к отставке правительства П. Протопападакиса и отречению короля Константина.
В Межвоенный период Пицикас принял участие в деятельности подпольной организации офицеров монархистов:400 и после военного путча Гаргалидиса и Леондаридиса был демобилизован.
Был отозван в армию в 1927 году, вместе с 300 другими офицерами, в основном, монархистской ориентации:421. Пицикас стал начальником штаба 6-й пехотной дивизии и оставался на этом посту до 1935 года, а затем, будучи повышен в звание генерал-лейтенанта, стал начальником штаба I корпуса армии до 1940 года.

## Вторая мировая война
С началом греко-итальянской войны (1940—1941) Пицикас принял командование группой армии Западной Македонии. Греческая армия отразила нападение итальянцев и перенесла военные действия на территорию Албании.
Командуя армией Западной Македонии, генерал Пицикас одержал победу над итальянской армией в Сражении при Морова-Иван в ноябре 1940 года. После этой победы Пицикас принял командование группой армии Эпира.
Наступление греческой армии продолжилось и после успеха при Морава-Иван. Греческие победы вынудили итальянскую армию оставить значительные позиции на албанской территории. Под контроль греческой армии в декабре 1940 года перешли значительные города Северного Эпира Гирокастра и Корча. На военном совете 5 декабря, главнокомандующий греческой армии А. Папагос, выражая свою озабоченность вероятностью вмешательства Германии, с целью оказания помощи итальянцам на албанском фронте, настоял на продолжении и интенсификации наступления.
В дополнение к этому, командующий группы армии Эпира генерал-лейтенант И. Пицикас и командующий группы армии Западной Македонии, будущий коллаборационист, генерал-лейтенант Георгиос Цолакоглу предложили немедленное занятие горного прохода Клисура, чтобы закрепить и обеспечить безопасность занятых греками позиций. Ущелье было занято в победном сражении 6 — 11 января 1941 года.
Продолжающиеся греческие победы, неудачное Итальянское весеннее наступление и вырисовывавшаяся опасность занятия греческой армией порта Авлона, вынудили Гитлеровскую Германию вмешаться.

## Оккупация
Немецкое вторжение, из союзной немцам Болгарии, началось 6 апреля 1941 года. Немцы не смогли сходу прорвать линию греческой обороны на греко-болгарской границе, но прошли к македонской столице, городу Фессалоники, через территорию Югославии и вышли в тыл греческой армии, сражавшейся в Албании. Согласно историку Т. Герозисису, Пицикас просил правительство заключить с немцами перемирие, с тем чтобы сохранить победу над итальянцами, и 18 апреля подготовил текст подобного перемирия:552. Но когда генерал Цолакоглу принял решение о заключении «почётной капитуляции» (на тот момент только перед немцами) он, в сотрудничестве с командующим I корпусом П, Деместихасом и II корпусом Г. Бакосом и при поддержке митрополита Иоанин Спиридона, отстранил 20 апреля И. Пицикаса с поста командующего группы армии Эпира.
Последовала тройная, германо-итало-болгарская, оккупация Греции. Генерал Пицикас остался в оккупированной стране, но отказался служить правительству квислингов:623.
С началом оккупации, инициативу по созданию массового Движения Сопротивления проявили греческие коммунисты.
Под руководством компартии Греции был создан Национально-освободительный фронт (ЭАМ), который в свою очередь создал Народно-освободительную армию (ЭЛАС).
В качестве противовеса ЭАМ, группа офицеров монархистов (шести полковников) создала подпольную организацию «Военная иерархия». В мае 1943 года организацию возглавили 6 генералов, среди которых был и Пицикас. Организация создала подпольную сеть во всех городах, в которых до войны были расквартированы соответствующе дивизии. В сети были задействованы до 600 офицеров:623. Однако, как пишет историк Т. Герозисис, «Военная иерархия» ограничилась отправкой офицеров и рядовых в греческие части на Ближнем Востоке и её основным достижением было блокирование офицеров, с тем чтобы они не вступали в ряды ЭЛАС:625. Однако и эта подпольная деятельность была достаточным основанием для его ареста и депортации в концлагеря Германии.
Вместе с ещё 4 греческими генералами, в августе 1943 года он был доставлен в Крепость Кёнигштайн, бывшей лагерем для пленных офицеров и политиков высокого ранга.
Затем греческие генералы были переведены в Ораниенбург (концентрационный лагерь), после чего в Дахау (концентрационный лагерь), где здоровье всех пяти генералов было подорвано. В начале мая 1945 года генералы были освобождены американской армией.

## Послевоенный период
После своего освобождения Пицикас ушёл в отставку в звании генерал-лейтенанта. В трудный период Гражданской войны в Греции, он был назначен правительством консерваторов мэром Афин, после того как был уволен его предшественник, Аристидис Склирос (1890—1976). На этом посту он оставался с 18 мая 1946 года по 17 августа 1950 года. Он также служил в качестве Министра национальной обороны в служебном правительстве Димитриоса Кюсопулоса в 1952 году (с 11 октября по 23 ноября):1250 и в качестве Министра по делам Северной Греции в служебном правительстве Константина Доваса в 1961 году (с 24 сентября по 4 ноября). Он был награждён Большим Крестом Королевского ордена Георга I.
Генерал Пицикас умер 6 июля 1975 года в возрасте 94 лет и был похоронен на Первом афинском кладбище.